# CR-Baureihe SS4
Die CR-Baureihe SS4 (chinesisch 韶山4, Pinyin Shaoshan 4) sind Wechselstrom-Elektrolokomotiven der chinesischen Staatsbahnen mit der Achsfolge Bo’Bo’, die für den Einsatz vor Güterzügen bestimmt sind. Die Leistung der SS4 beläuft sich auf insgesamt 6400 kW.
Die SS4 ist eine schwere elektrische Güterzuglokomotive mit acht Achsen, die auf zwei vierachsigen Lokomotiven basiert, die miteinander fest verbunden sind. Entwickelt und gebaut wurden die Lokomotiven vom CSR-Werk in Zhuzhou.
Im Jahr 1993 arbeitete das CSR-Werk in Zhuzhou gemeinsam mit dem Zhuzhou Electric Locomotive Research Institute an tiefgreifenden Verbesserungen an der SS4-0159 und baute eine Lokomotive vom Typ SS4G, die noch im selben Jahr in Produktion ging. In die SS4G flossen technologische Erkenntnisse ein, die von importierten 8K- und 6K-Lokomotiven entstammten.